# Charles Konan Banny
Charles Konan Banny (11 de noviembre de 1942-París, 10 de septiembre de 2021) fue un economista marfileño.

## Biografía
Fue gobernador del Banco Central de los Estados de África Occidental (BCEAO) desde 1993. Ocupó el cargo de primer ministro interino de Costa de Marfil desde el 4 de diciembre de 2005 hasta el 30 de marzo de 2007, cuando fue reemplazado por Guillaume Soro.
Fue gobernador interino del BCEAO de 1990 a 1993 tras la dimisión de Alassane Ouattara. 
En septiembre de 2021, Konan Banny fue evacuado a Europa por motivos de salud. Falleció en París el 10 de septiembre de 2021, a los ochenta años.